# Tri-Ace
tri-Ace är ett japanskt TV-spelföretag grundat 1995 av Yoshiharu Gotanda, Masaki Norimoto och Joe Asanuma. Företaget gör endast rollspel till konsoler.